# Zur Sache Rheinland-Pfalz!
Zur Sache Rheinland-Pfalz! ist das landespolitische Fernsehmagazin des Südwestrundfunks (SWR). Die Live-Sendung wird donnerstags um 20:15 Uhr im SWR Fernsehen Rheinland-Pfalz ausgestrahlt. Moderiert wird die Sendung von Britta Krane und Luisa Szabo. Alle Ausgaben sind auch über die ARD Mediathek sowie den SWR-YouTube-Kanal abrufbar.
Im Mittelpunkt von Zur Sache Rheinland-Pfalz! stehen aktuelle gesellschaftspolitische Themen, die Menschen in Rheinland-Pfalz betreffen. Auch der Rheinland-Pfalz-Trend – eine repräsentative Meinungsumfrage, die im Auftrag des SWR von Infratest dimap durchgeführt wird – wird redaktionell von Zur Sache Rheinland-Pfalz! betreut.

## Geschichte
''Zur Sache Rheinland-Pfalz!'' ging 2011 aus dem Vorgängerformat ''Ländersache'' hervor.

## Sendungsinhalte
Die Sendung wird donnerstags um 20:15 Uhr im SWR Fernsehen (Landesprogramm Rheinland-Pfalz) ausgestrahlt. Eine Wiederholung ist sonntags auf tagesschau24 zu sehen. Zudem ist die Sendung als Livestream verfügbar und jederzeit in der ARD Mediathek abrufbar. Die Beiträge der Sendung sind ebenfalls auf dem SWR-YouTube-Kanal zu finden, wo sie regelmäßig hohe Abrufzahlen im sechsstelligen Bereich erzielen. Darüber hinaus werden die umfassenden Recherchen von Zur Sache Rheinland-Pfalz! auch auf den sozialen Medien – auf Facebook und Instagram – über die Kanäle von SWR Aktuell sowie dem Team Recherche verbreitet.